# هوبرت سانیرس
هوبرت سانیرس، (به فرانسوی: Hubert Sagnières) (زاده ۱۰ مه ۱۹۵۵) کارآفرین، بازرگان و مدیر ارشد اجرایی فرانسوی-کانادایی است، که در حال حاضر به‌عنوان مدیر عامل اجرایی شرکت اسیلور فعالیت می‌نماید.